# 혼마 노리코

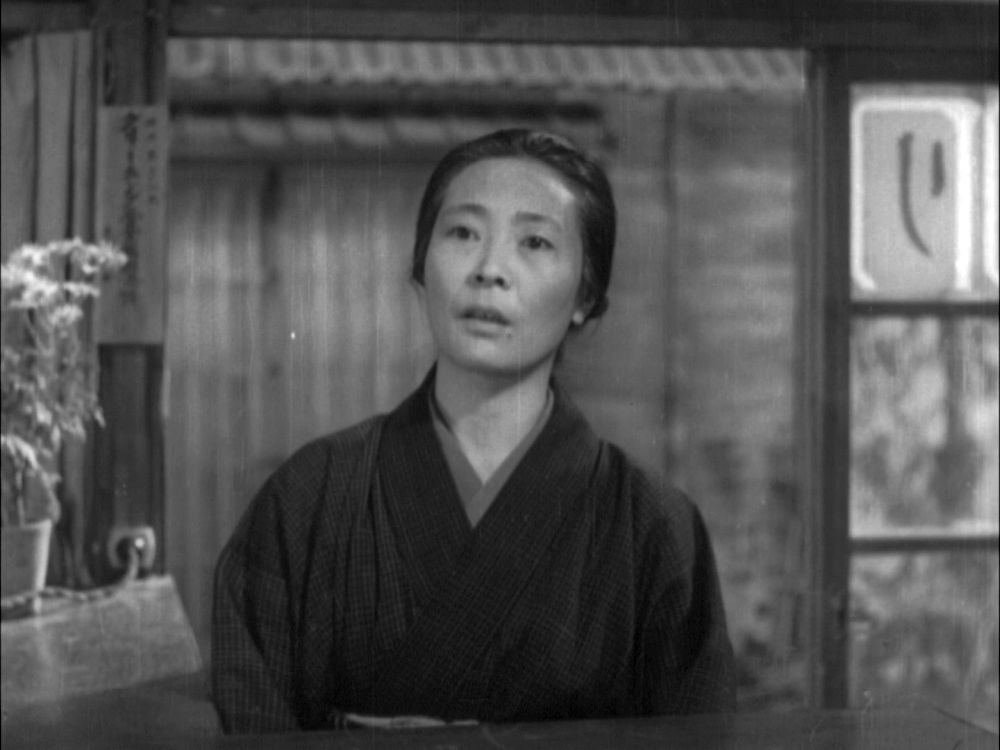

혼마 노리코(Noriko Honma, 1911년 11월 29일 ~ 2009년 4월 12일)는 일본의 배우이다.
홋카이도에서 태어났으며 도쿄에서 사망하였다.

## 영화
- 지 아이 사무라이 (1979년)
- 아아 폭탄 (1964년)
- 카이테이 카라 키타 온나 (1959년)
- 야성의 여인 (1957년)
- 아내의 마음 (1956년)
- 7인의 사무라이 (1954년)
- 라쇼몽 (1950년)
- 일하는 가족 (1939년) - 쓰유 역